# Tessa Thompson

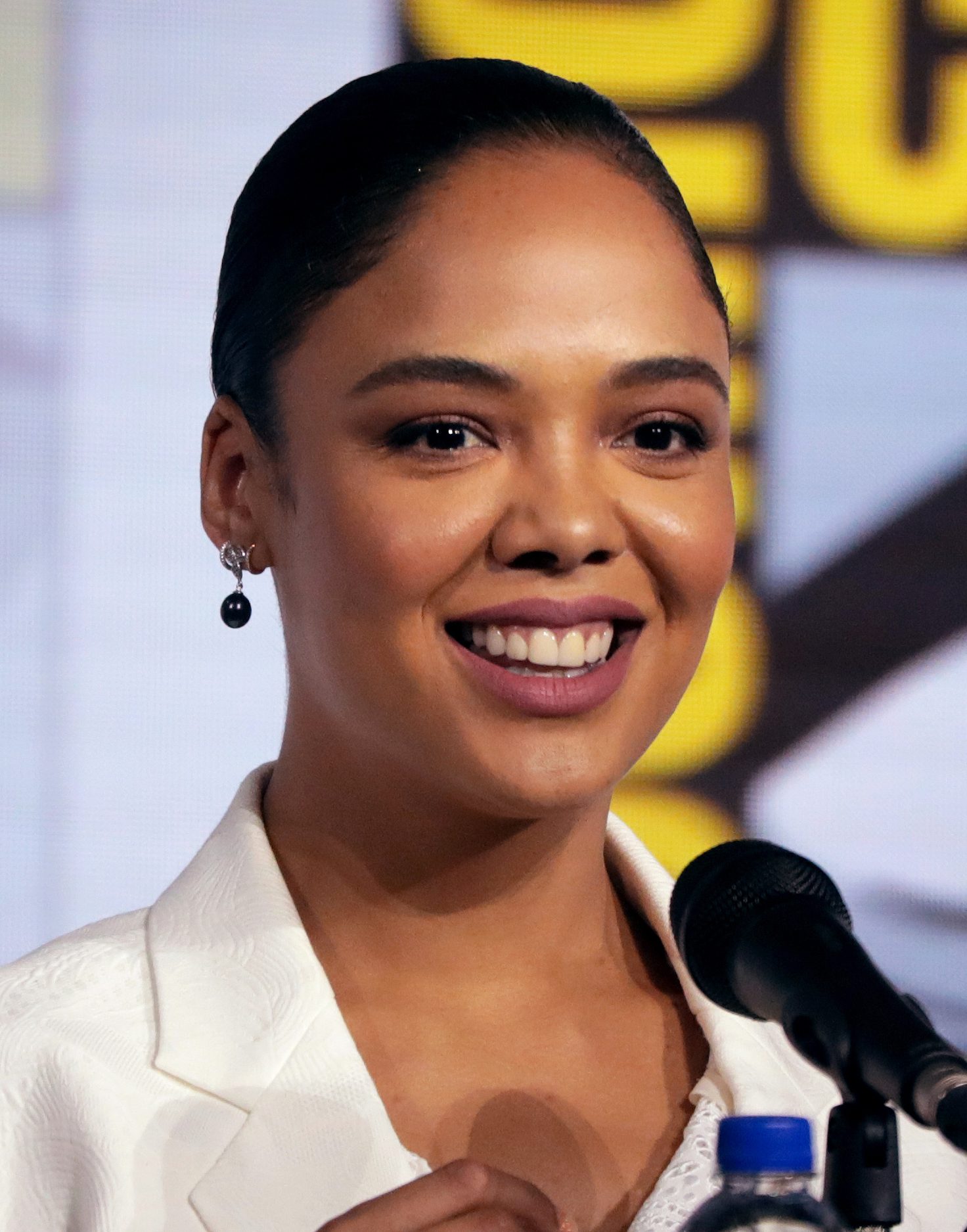
Tessa Thompson auf der San Diego Comic Con 2019

Tessa Lynne Thompson (* 3. Oktober 1983 in Los Angeles, Kalifornien) ist eine US-amerikanische Schauspielerin.

## Leben
Thompson wurde am 3. Oktober 1983 in Los Angeles (Kalifornien) als Tochter des Chocolate-Genius-Sängers Marc Anthony Thompson geboren. Sie ging auf die Santa Monica High School und spielte viel Theater.
Ihren ersten Auftritt im Fernsehen hatte Thompson 2005 in einer Episode der Fernsehserie Cold Case – Kein Opfer ist je vergessen. In der zweiten Staffel von Veronica Mars spielte sie ihre erste Hauptrolle in einer Fernsehserie und erlangte durch die Rolle der Jackie Cook größere Bekanntheit. Im Jahr 2007 übernahm Thompson in der The-CW-Fernsehserie Hidden Palms ihre zweite Hauptrolle als Nikki Barnes.
Seit 2016 spielt sie die Rolle der Charlotte Hale in der Serie Westworld. In der Marvel-Verfilmung Thor: Tag der Entscheidung übernahm sie die Rolle der Walküre, die sie auch wieder in Avengers: Endgame, Thor: Love and Thunder und The Marvels verkörperte.
In der Originalversion der Disney-Neuverfilmung Susi und Strolch (2019) sprach sie die Hündin Susi. Hauptrollen bekleidete sie in den Spielfilmen Seitenwechsel (2021) und The Listener (2022).

## Filmografie (Auswahl)
- 2005–2006: Veronica Mars (Fernsehserie, 22 Folgen)
- 2005: Cold Case – Kein Opfer ist je vergessen (Cold Case, Fernsehserie, eine Folge)
- 2006: Grey’s Anatomy (Fernsehserie, zwei Folgen)
- 2006: Im Bann der dunklen Mächte (The Initiation of Sarah)
- 2006: Unbekannter Anrufer (When a Stranger Calls)
- 2007: Hidden Palms (Fernsehserie, sieben Folgen)
- 2008: Life (Fernsehserie, eine Folge)
- 2008: Make It Happen
- 2008: The Human Contract
- 2009: Heroes (Fernsehserie, drei Folgen)
- 2009: Mental (Fernsehserie, eine Folge)
- 2009: Mississippi Damned
- 2009: Private Practice (Fernsehserie, zwei Folgen)
- 2009: Three Rivers Medical Center (Three Rivers, Fernsehserie, eine Folge)
- 2010: Exquisite Corpse
- 2010: Betwixt
- 2010: Blue Belle (Fernsehserie, fünf Folgen)
- 2010: Everyday Black Man
- 2010: For Colored Girls
- 2010–2011: Detroit 1-8-7 (Fernsehserie, drei Folgen)
- 2011: Periphery
- 2011: Off the Map (Fernsehserie, eine Folge)
- 2011: Red & Blue Marbles
- 2011: Rizzoli & Isles (Fernsehserie, eine Folge)
- 2012: 666 Park Avenue (Fernsehserie, eine Folge)
- 2012–2013: Copper – Justice is brutal (Copper, Fernsehserie, 22 Folgen)
- 2013: South Dakota
- 2014: Dear White People
- 2014: Grantham & Rose
- 2014: Selma
- 2015: Creed – Rocky’s Legacy (Creed)
- 2016: Dirty Cops – War on Everyone (War on Everyone)
- 2016–2022: Westworld (Fernsehserie)
- 2017: Thor: Tag der Entscheidung (Thor: Ragnarok)
- 2018: Sorry to Bother You
- 2018: Auslöschung (Annihilation)
- 2018: Portlandia (Fernsehserie, eine Folge)
- 2018: Furlough
- 2018: Little Woods
- 2018: Janelle Monáe – Dirty Computer
- 2018: Dear White People (Fernsehserie, zwei Folgen)
- 2018: Creed II – Rocky’s Legacy (Creed II)
- 2019: Avengers: Endgame
- 2019: Men in Black: International
- 2019: Drunk History (Fernsehserie, eine Folge)
- 2019: Susi und Strolch (Lady and the Tramp, Stimme von Susi)
- 2020: Sylvie’s Love
- 2020: The Left Right Game (Fernsehserie, Stimme von Alice)
- 2021: Seitenwechsel (Passing)
- 2022: Thor: Love and Thunder
- 2022: The Listener
- 2023: Creed III – Rocky’s Legacy (Creed III)
- 2023: The Marvels
- 2023–2024: What If…? (Fernsehserie, zwei Folgen, Stimme von Walküre)